# Ерен (Сома)
Ерен (фр. Airaines) насеље је и општина у североисточној Француској у региону Пикардија, у департману Сома која припада префектури Амјен.
По подацима из 2011. године у општини је живело 2354 становника, а густина насељености је износила 94,61 становника/km². Општина се простире на површини од 24,88 km². Налази се на средњој надморској висини од 49 метара (максималној 116 m, а минималној 15 m).

## Демографија
| 1962. | 1968. | 1975. | 1982. | 1990. | 1999. | 2011. |
| ----- | ----- | ----- | ----- | ----- | ----- | ----- |
| 1.968 | 2.239 | 2.303 | 2.385 | 2.175 | 2.099 | 2.354 |

График промене броја становника у току последњих година